# Geblendete Rossstirn
Die Geblendete Rossstirn ist eine spezielle Rossstirn, die für das Turnier verwendet wurde.

## Beschreibung
Die Geblendete Rossstirn ist im Grunde genau so aufgebaut wie eine normale Rossstirn, die für den Kriegseinsatz gedacht ist. Sie besteht aus Stahl und ist der Form eines Pferdekopfes angepasst.
Der Unterschied zu normalen Stirnen besteht darin, dass die Augen der Rossstirn nicht ausgearbeitet sind, so dass ein Pferd, wenn es diese trägt, blind ist.
Das Blenden der Pferde („Blendt und Thört“) verwendete man, damit die Pferde beim Anreiten entlang der Planke, die die beiden Turniergegner voneinander trennt, nicht scheute, stehenblieb oder ausbrach. 
Durch ein Ausbrechen oder Scheuen hätte der Reiter verletzt werden können, wenn er vom Pferd fiel, und ein Anvisieren des Gegners war unmöglich.
Das älteste Beispiel einer geblendeten Rossstirn findet man in einem Siegel Johannes’ I. von Lothringen aus dem Jahr 1367.